# دريكية
دريكية  قرية سوريّة تتبع إداريّاً لمحافظة حلب منطقة جبل سمعان ناحية تل الضمان، بلغ تعداد سكانها 249 نسمة حسب التعداد السكاني لعام 2004.